# Zero Branco
Zero Branco é uma comuna italiana da região do Vêneto, província de Treviso, com cerca de 8.565 habitantes. Estende-se por uma área de 26 km², tendo uma densidade populacional de 329 hab/km². Faz fronteira com Mogliano Veneto, Morgano, Piombino Dese (PD), Preganziol, Quinto di Treviso, Scorzè (VE), Trebaseleghe (PD), Treviso.

## Demografia
| Variação demográfica do município entre 1861 e 2011                               |
|                                                                                   |
| Fonte: Istituto Nazionale di Statistica (ISTAT) - Elaboração gráfica da Wikipedia |